# گئولوگورازودکا (باشقیرستان)
گئولوگورازودکا (به لاتین: Geologorazvedka) یک منطقهٔ مسکونی در روسیه است که در باشقیرستان واقع شده‌است.